# Calcodont
Calcodont (en grec antic Χαλκώδων), va ser, segons la mitologia grega, un heroi d'Eubea, fill d'Abant, l'epònim dels abants i pare de l'heroi Elefènor, que participà en la guerra de Troia.
Va ser mort per Amfitrió durant una expedició dels tebans contra els eubeus per tal d'alliberar-se d'un antic tribut que els havien imposat. La seva tomba es mostrava vora la ciutat de Calcis. Calcodont, a més d'Efènor, tenia una filla, Calcíope, que es va casar amb Egeu en segones núpcies.